# Flughafen Krabi

i7
i11
i13
Der Flughafen Krabi (thailändisch ท่าอากาศยานกระบี่, IATA-Code: KBV, ICAO-Code: VTSG) ist ein Flughafen im Landkreis (Amphoe) Nuea Khlong der Provinz Krabi in Südthailand. Er liegt etwa acht Kilometer nordöstlich vom Zentrum der Provinzhauptstadt Krabi entfernt. Mit 3,7 Mio. Passagieren im Jahr 2015 ist es der fünftmeist frequentierte Flughafen in Thailand.

## Geschichte
Anfangs war der Flughafen und sein Terminal nur für wenige Flüge am Tag aus Bangkok ausgelegt. Am 2. November 2005 landete mit einer Airbus A 330 der Novair aus Skandinavien das erste Flugzeug aus Übersee auf dem Flughafen. Um den stetig steigenden Passagierzahlen gerecht zu werden und auch Boeing 747-400 und Boeing 737-400 uneingeschränkt die Landung ermöglichen zu können, wurde die Start- und Landebahn von 2100 auf 3002 m verlängert sowie im März 2006 ein neues und größeres Terminal eröffnet. Am 18. Mai 2006 folgte die offizielle Eröffnung als internationaler Flughafen.
Im neuen vierstöckigen Terminal-Gebäude können stündlich bis zu 1200 Passagiere abgefertigt werden. Zwischen 2009 und 2015 hat sich die Zahl der pro Jahr abgefertigten Passagiere von 678.000 auf 3,7 Millionen verfünffacht.

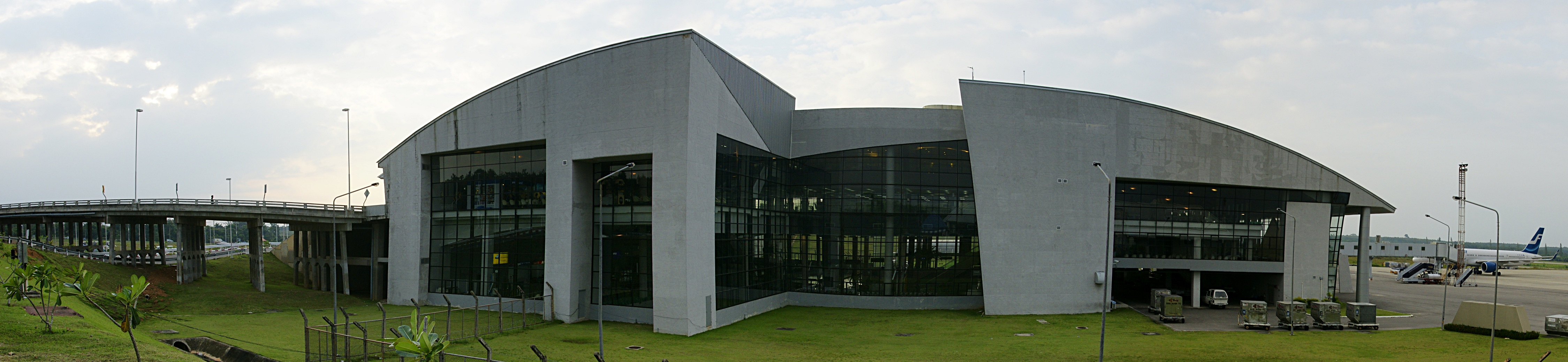
Terminal des Flughafens

## Fluggesellschaften
Auf dem Flughafen verkehren verschiedene einheimische Fluggesellschaften, wie zum Beispiel Bangkok Airways, Nok Air, Thai Airways International und Tiger Airways sowie internationale Fluggesellschaften wie SAS Scandinavian Airlines und Norwegian Air Shuttle, seit Januar 2017 auch Qatar Airways.